# Lövfällande

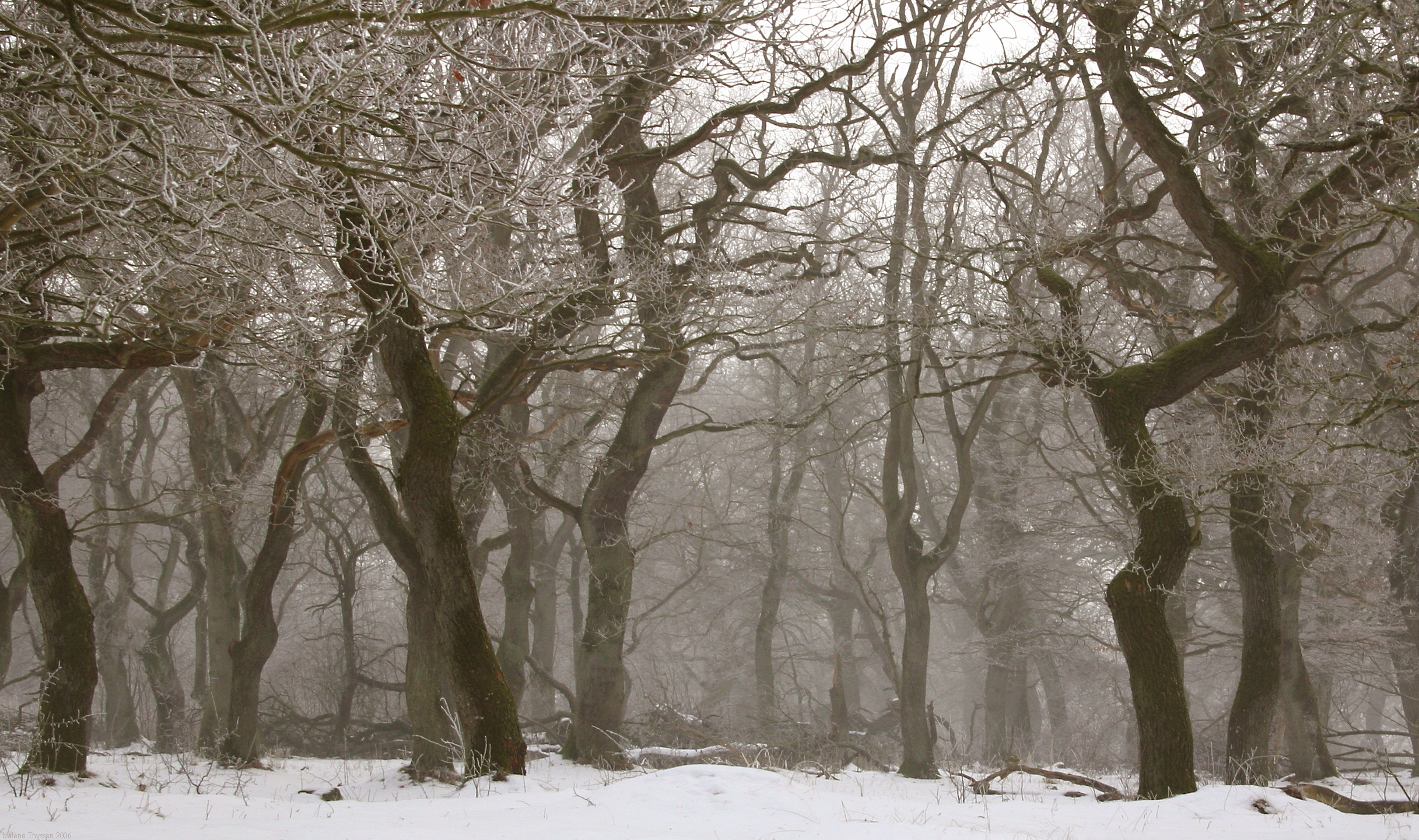
Lövfällande ekar fotograferade på vintern utan löv.

En lövfällande växt är inom botaniken en växt som under en viss period av året fäller sina blad och övergår i ett vilotillstånd. De skiljer sig från städsegröna växter, som behåller sina blad eller barr året om, och vintergröna växter som fäller sina löv under en kort tid på senvintern eller under tidig vår för att ge plats åt nya löv.
Anledningen till att en växt fäller sina blad kan vara olika:
- Vattensparande: En hel del vatten avdunstar via bladen. Att fälla bladen, till exempel inför en torrperiod, kan vara ett sätt för växten att konservera vatten.
- Energisparande: Under vinterhalvåret då tillgången på solljus är mindre kan växten fälla sina blad för att spara energi. I svagt ljus kan en växt avge mer koldioxid via andningen än den tar upp via fotosyntesen.
- Skydd mot kyla: Vissa arters blad kan skadas av kyla och blir bladen skadade kan dessa utsättas för parasitangrepp.

Innan löven fälls bryts klorofyllet i löven ned, kvar blir övriga fotosyntetiska pigment som karotenoider och dessa ger lövträden deras karaktäristiska höstfärger.
Processen att aktivt fälla av blad, blommor och frukter kallas abskission.